# Carnoustie
Carnoustie is een plaats in het Schotse raadsgebied Angus. Het ligt aan de kust van de Noordzee aan de monding van de Barry Burn en telt ruim 10.000 inwoners. Het is de vierde stad van Angus

## Geschiedenis
Opgravingen in deze omgeving tonen aan dat er al mensen woonden in de bronstijd en misschien al eerder. Er zijn forten gevonden uit de ijzertijd. In de 19de eeuw groeide de bevolking met de komst van de textielindustrie. Er groeide veel vlas in de omgeving en er werd veel handgeweven linnen gemaakt. Ook werd er zalm en kabeljauw gevangen. In 1838 werd het eerste station gebouwd.

## Golf
In Carnoustie staat de Carnoustie Golf Club, dat gastheer is geweest van het Brits Open in 1931, 1937, 1953, 1968, 1975, 1999, 2007 en 2018 en het Vrouwen Brits Open in 2011. Het Carnoustie Hotel werd in 1999 gebouwd.